# Гірмантовці
Гірмантовці (біл. Гірмантаўцы) — агромістечко в Білорусі, у Барановицькому районі Берестейської області. Орган місцевого самоврядування — Городищенська сільська рада.

## Населення
За переписом населення Білорусі 2009 року чисельність населення села становило 269 осіб.